# 野津田町
野津田町（のづたまち）は、東京都町田市の町名。「丁目」の設定のない単独町名である。郵便番号は195-0063。

## 地理
町田市の中北部に位置する。東西に鶴見川が流れ、北東の町境には小野路川が流れる。北部と南東部と南西部は丘陵地帯となっている。
主に参道橋以西の鶴見川周辺と、薬師池公園の西で七国山の北と、野津田公園の東で綾部原トンネルの上辺りには畑が多く残っている。
東部は金井町の一部と薬師台、南部は本町田、西部と南西部は山崎町、北西部は図師町、北部は小野路町、北東部は大蔵町と接する。

### 河川
- 鶴見川
- 小野路川

### 地価
住宅地の地価は、2014年（平成26年）1月1日の公示地価によれば、野津田町字綾部1314番14の地点で10万9000円/m2となっている。

## 歴史
武蔵国都筑郡余戸郷に属し、その後、多摩郡小山田庄に属し、その後、多摩郡柚木領に属した。「野津田郷」とも呼ばれた。村の広さは東西28町、南北20町。
鶴見川、小野路川、薬師池（福王寺溜池）、その他用水路により、比較的多くの水田や畑があった。
江戸時代に、野津田村は最初、捉飼場（鷹を訓養する場所）になったが、後に留場（放鷹の地で水鳥などを生息、繁殖させるため漁猟禁止地域）に組み込まれた。その後、金沢藩前田家の鷹場になった。
南部にあった多くの山林は長い間開発されなかったが、昭和の後期から宅地化が進んだ。

### 地名の由来
蔦（ツタ）が茂っていたことに由来し「野蔦」と呼ばれた。

### 沿革
- 1577年（天正5年） - ため池（現在の薬師池）の工事開始。
- 1590年（天正18年） - ため池完成。徳川家康の領地になる。
- 1615年（元和元年） - 設楽長兵衛乗業が代官になる。
- 1625年（寛永2年） - 今井九右衛門昌安・忠昌が代官になる。
- 1658年（万治元年） - 中川八郎左衛門某代官になる。
- 1683年（天和3年） - 池田新兵衛重富が代官になる。
- 1684年（貞享元年） - 八木仁兵衛長信が代官になる。
- 1689年（元禄2年） - 西山八兵衛昌親が代官になる。
- 1692年（元禄5年） - 古郡文右衛年明が代官になる。
- 1698年（元禄11年） - 竹村惣右衛嘉躬が代官になる。
- 1700年（元禄13年） - 関東郡代 伊那半左衛門忠順の管轄。
- 1704年（宝永元年） - 旗本 多賀主税高国の知行地。
- 1707年（宝永4年） - 富士山の宝永大噴火でため池が泥砂で埋まった。（3年間かけて泥砂をさらった。）
- 1716年（享保元年） - 多賀氏の失脚により再度幕府の直轄地。
- 1721年（享保6年） - 一部が旗本 富田甲斐守知郷の知行地と幕府の直轄地に分かれる。支配が分かれても一村としてのまとまりを守ることを村内で確認。その後、残りの幕府の直轄地の一部が旗本 山口安房守直重の知行地。
- 1722年（享保7年） - 残りの幕府の直轄地の一部が旗本 由比長兵衛邑の知行地。
- 1728年（享保13年） - びゃく打ち（土砂崩れ）による大被害。広南（現在のベトナム）から2頭の象が渡来し、翌年、将軍吉宗の上覧を受けた。（象は1741年（寛保元年）に中野村百姓原助らに払い下げられた。）
- 1733年（享保18年） - 残りの幕府の直轄地が旗本 高井兵部少輔信房の知行地。以後、幕末まで旗本4家による支配が続く。
- 1817年（文化14年） - ため池が再び泥砂で埋った。（その後、再び掘り直した。）
- 1868年（慶応4年、明治元年） - 武蔵知県事の管轄となり、その後東京府、さらに神奈川県に移管される。
- 1871年（明治4年） - 区制により第三〇区となる。
- 1873年（明治6年） - 区番組制により第八区四番組となる。
- 1874年（明治7年） - 大区小区制により第八大区一小区となる。
- 1884年（明治17年） - 連合戸長役場制により小野路村戸長役場の管轄となる。
- 1889年（明治22年） - 野津田村と小野路村・金井村・大蔵村・真光寺村・広袴村・能ヶ谷村・三輪村が合併し、南多摩郡鶴川村大字野津田となる。
- 1893年（明治26年） - 神奈川県のうち、西多摩郡、南多摩郡、北多摩郡を東京府に移管され、東京府南多摩郡鶴川村大字野津田となる。
- 1943年（昭和18年） - 東京都制により、東京都南多摩郡鶴川村大字野津田となる。
- 1958年（昭和33年） - 町田町、鶴川村、忠生村、堺村が合併し、町田市野津田町となる。
- 1975年（昭和50年）12月26日 - 東京都により七国山緑地が「七国山緑地保全地域」に指定。
- 1976年（昭和51年）4月1日 - 薬師池公園が開園。
- 1986年（昭和61年）
  - 3月1日 - 野津田町と金井町のそれぞれ一部より薬師台一〜三丁目を新設。
  - 11月3日 - 町田市立自由民権資料館が開館[8]。
- 1990年（平成2年）10月1日 - 野津田公園が開園。
- 1996年（平成8年）2月29日 - 東京都より「町田関ノ上緑地保全地域」に指定。
- 1998年（平成10年）10月27日 - 東京都より「町田民権の森緑地保全地域」に指定。
- 2005年（平成17年）3月26日 - 綾部原トンネルが開通する[9]。

## 世帯数と人口
2018年（平成30年）1月1日現在の世帯数と人口は以下の通りである。
| 町丁     | 世帯数    | 人口     |
| -------- | --------- | -------- |
| 野津田町 | 4,068世帯 | 10,273人 |

## 小・中学校の学区
市立小・中学校に通う場合、学区は以下の通りとなる。
| 番地 | 小学校                 | 中学校             |
| --- | ---------------------- | ------------------ |
| 1～2465番地、2467～2487番地、2490～3071番地 3079～3095番地、3143番地の2～7、3145～3146番地 3148～3161番地、3165～3170番地、3174～3178番地 3191番地、3230番地、3474～3475番地 3477～3479番地、3483～3487番地、3494～3542番地 3570～3573番地、3576～3578番地、3581～3583番地 3602番地 | 町田市立鶴川第一小学校 | 町田市立鶴川中学校 |
| 2466番地、2488～2489番地、3074～3078番地 3096番地～3143番地の1、3144番地、3147番地 3162～3164番地、3171～3173番地、3179～3190番地 3192～3226番地、3237～3473番地、3476番地 3480～3482番地、3488～3493番地                                                                           | 町田市立藤の台小学校   | 町田市立薬師中学校 |

## 交通

### 路線バス
- 小田急小田原線の町田駅・町田バスセンターと鶴川駅、横浜線の淵野辺駅から神奈川中央交通のバスが運行されている。
- 芝溝街道沿いにある神奈川中央交通町田営業所（野津田車庫停留所）がバスの主要発着所となっている。
- 以前は小田急バスも、小田急バス町田営業所を町内（神奈川中央交通の野津田車庫にほぼ隣接）に構えていたが、2022年10月に新百合ヶ丘営業所の開設に伴って閉鎖された。閉鎖されるまで営業所を結ぶ自社路線は運行されていなかった。

### 道路
- 東京都道57号相模原大蔵町線（芝溝街道） - 鶴見川の北を東西に横切る。
- 東京都道18号府中町田線（鎌倉街道） - 南北を横切る。袋橋‐大蔵交差点間が芝溝街道と重複しているため、しばしば渋滞を起こしていたが、2005年に新袋橋‐小野路交差点間を南北に貫く綾部原トンネルが開通し、交通状況が改善した。
- 東京都道156号町田日野線 - 図師町との町境にある並木交差点を起点とし、北東へ走る。

### モノレール計画
2022年1月28日、多摩都市モノレールの町田方面への延伸に関し、野津田町西部の野津田高校、町田市立陸上競技場の近辺を通過するルートが選定されたことが東京都より発表された。

## 施設
文化
- 西山美術館
- 町田市立自由民権資料館
- 町田市ふるさと農具館

教育
- 小学校
  - 町田市立鶴川第一小学校
- 高等学校
  - 東京都立野津田高等学校
- 特別支援学校

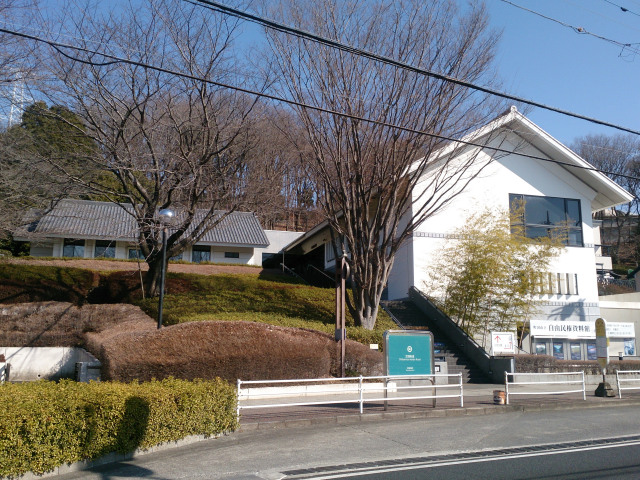
町田市立自由民権資料館

  - 東京都立町田の丘学園（旧・町田養護学校）
  - ライシャワー学園（旧・日本聾話学校）
- 各種学校
  - 農村伝道神学校

商業
- ベルク町田野津田店
- サンドラッグ町田野津田店

警察
- 町田警察署野津田駐在所

公園・緑地
- 北部
  - 町田市立野津田公園

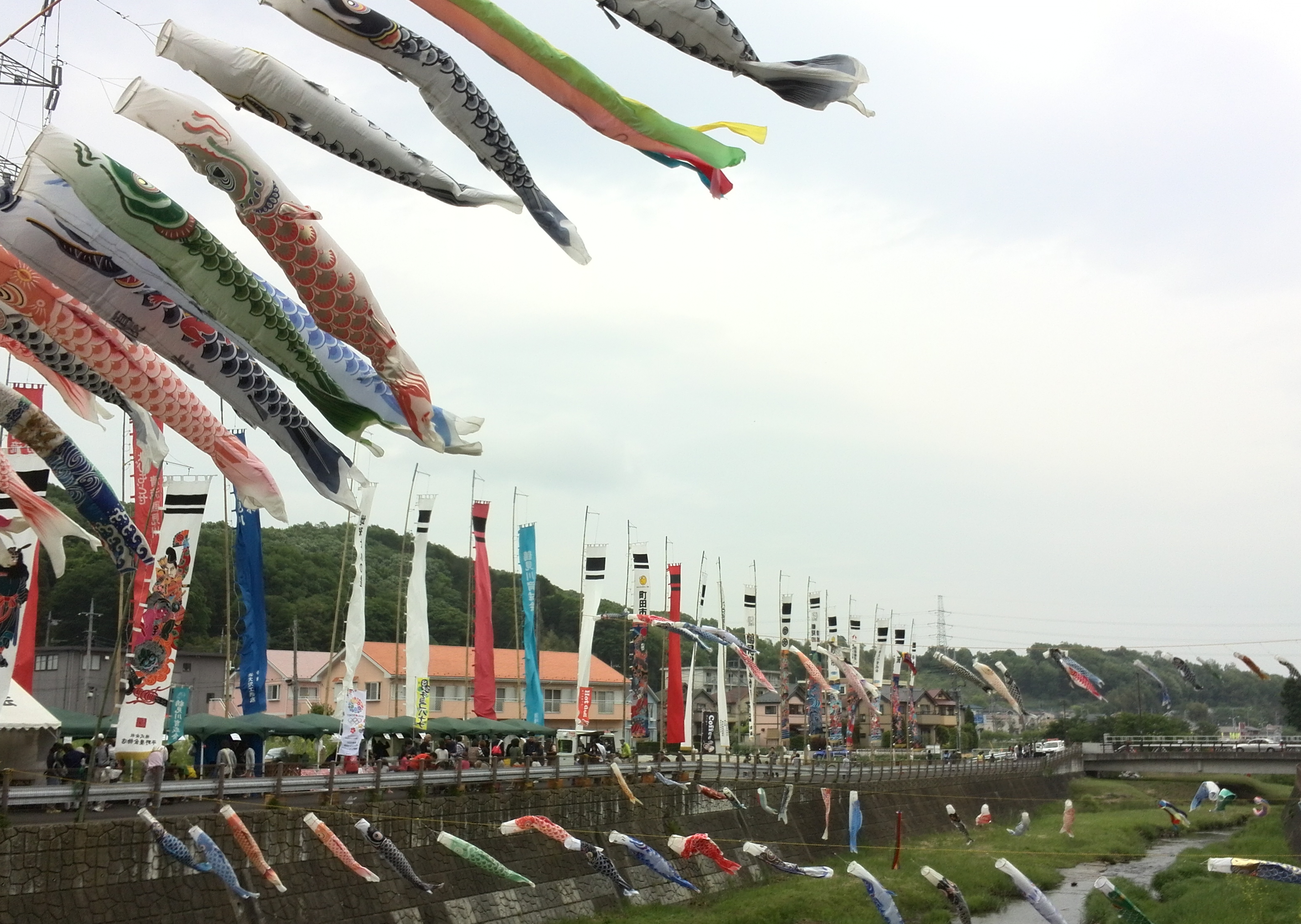
毎年、参道橋付近で行われていた「鶴見川・泳げ鯉のぼり」

    - 町田GIONスタジアム（町田市立陸上競技場）
    - 野津田球場
    - 上の原グラウンド
    - 野津田公園テニスコート
    - 村野常右衛門生家 （町田市指定有形文化財）

  - 東京都町田関ノ上緑地保全地域

- 南部

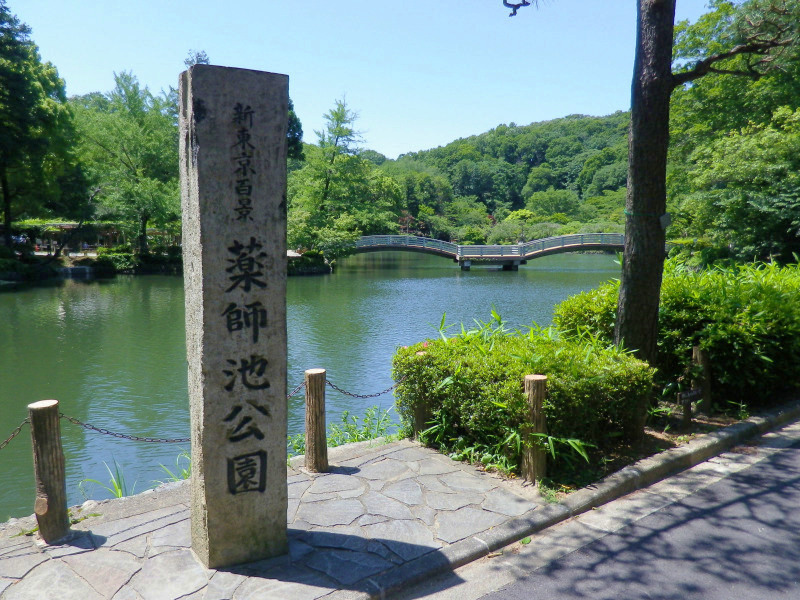
町田市立薬師池公園

  - 町田市立薬師池公園 （日本の歴史公園100選）
    - 薬師池 （福王寺溜池）
    - 大賀ハス田
    - 萬葉草花園
    - 椿園
    - 旧永井家住居 （国の重要文化財）
    - 旧荻野家住居 （東京都指定有形文化財）

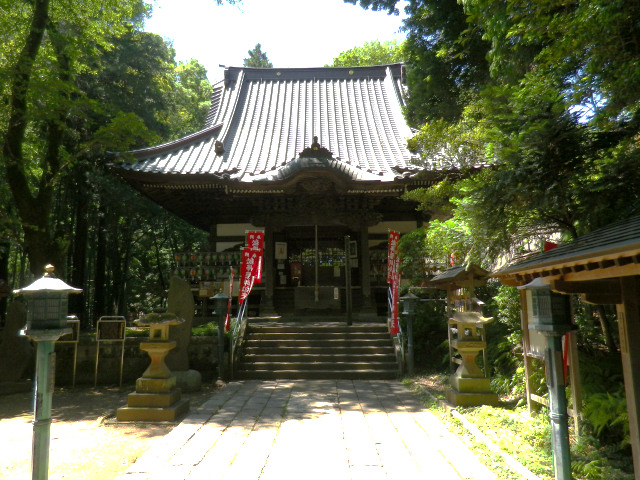
福王寺薬師堂

  - 東京都七国山緑地保全地域
    - 七国山
    - 鎌倉上道（鎌倉古道）
    - 七国山緑地
    - 七国山ファーマーズセンター

  - 東京都町田民権の森緑地保全地域
    - 町田ぼたん園（民権の森公園）

寺院・神社
- 福王寺薬師堂 （野津田薬師堂）
- 野津田神社

## 出身有名人
- 石坂昌孝 - 自由民権運動家、政治家
- 村野常右衛門 - 自由民権運動家、政治家
- 石阪丈一 - 町田市長